# ألبرت تشايلد
ألبرت تشايلد (بالإنجليزية: Ebenezer Child)‏ هو ملحن أمريكي، ولد في 1770، وتوفي في 1866.

## وصلات خارجية
- ألبرت تشايلد على موقع ميوزك برينز (الإنجليزية)
- ألبرت تشايلد على موقع ديسكوغز (الإنجليزية)